# Farmleigh
Farmleigh est la maison d'hôtes officielle de l'État irlandais. C'est autrefois l'une des résidences dublinoises de la famille Guinness. Elle est située sur une position élevée au-dessus de la rivière Liffey au nord-ouest du parc Phoenix, à Castleknock. Le domaine de 78 acres se compose de vastes jardins privés, un étang de plaisance, un jardin clos, un jardin en contrebas et un troupeau de bovins indigènes rares du Kerry. Il est acheté par le gouvernement irlandais à Edward Guinness, 4e comte d'Iveagh en 1999 pour 29,2 millions d'euros. Un organisme public, l'Office of Public Works (OPW), dépense environ 23 millions d'euros pour restaurer la maison, les jardins et les serres curvilignes. Farmleigh est ouvert au public en juillet 2001.

## Histoire

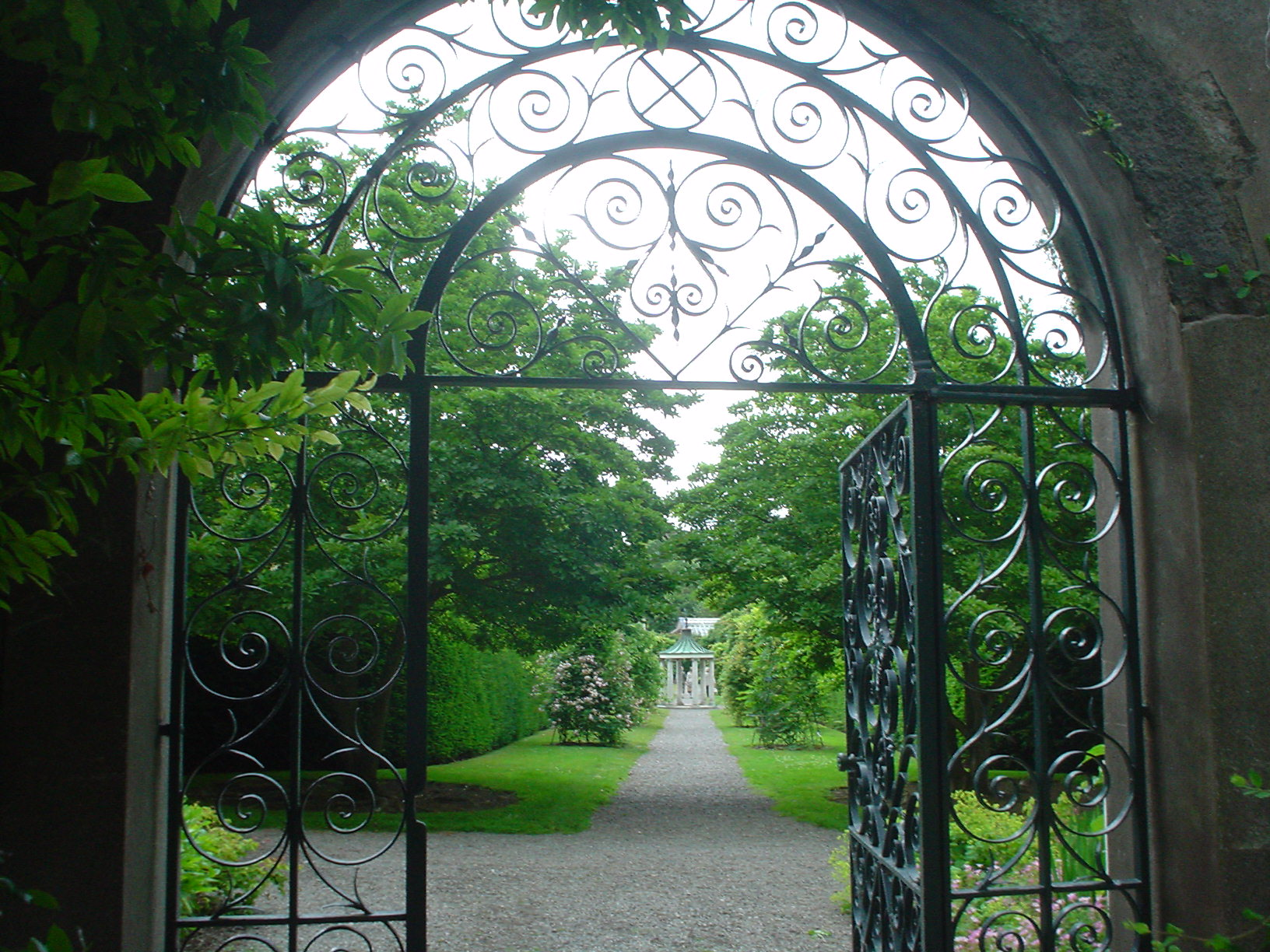
Portail du jardin à Farmleigh

Farmleigh est autrefois une petite maison géorgienne (à deux étages) construite au milieu du XVIIIe siècle. Elle appartient à l'origine aux familles Coote puis Trench. Le pont Farmleigh est ajouté au domaine dans les années 1870 pour transporter les lignes électriques de la turbine du moulin sur les Strawberry Beds jusqu'à la maison.
En 1873, la maison et le domaine sont achetés par Edward Guinness (1847-1927) lorsqu'il épouse sa cousine Adelaide Guinness. Il est l'arrière-petit-fils d'Arthur Guinness et est créé baron Iveagh en 1891, vicomte Iveagh en 1905 et comte d'Iveagh en 1919.
Guinness commande un important programme de rénovation et d'extension pour étendre la maison vers l'ouest et ajouter un troisième étage. Ces travaux ont lieu entre 1881 et 1884 et sont réalisés selon les plans de l'architecte irlandais James Franklin Fuller. Une salle de bal est ajoutée en 1896, conçue par l'architecte écossais William Young. La véranda est ajoutée en 1901.
Comme de nombreux éléments de la maison sont commandés par Lord Iveagh, les visiteurs ont un aperçu de son caractère à travers les jardins paysagers, l'architecture classique et l'agencement sobre et symétrique. On peut également y voir des tapisseries que le premier comte a collectionnées lors de ses voyages en Europe alors qu'il était jeune homme. La bibliothèque du comte, prêtée à l'État, contient certains des premiers livres imprimés en Irlande. Farmleigh passe finalement à Rupert Guinness, 2e comte d'Iveagh, et reste la propriété de la famille Guinness pendant le reste du XXe siècle.

## Utilisation actuelle

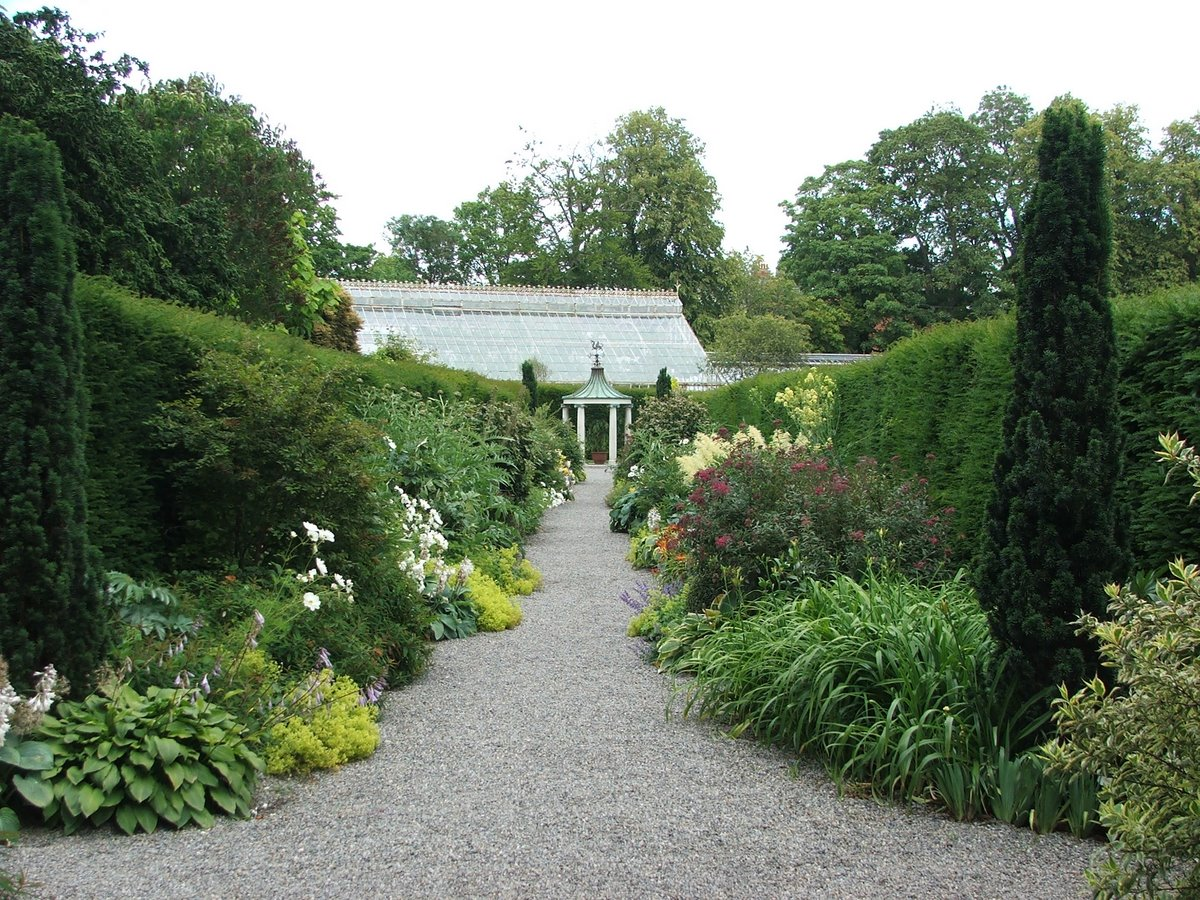
Une partie des jardins du domaine

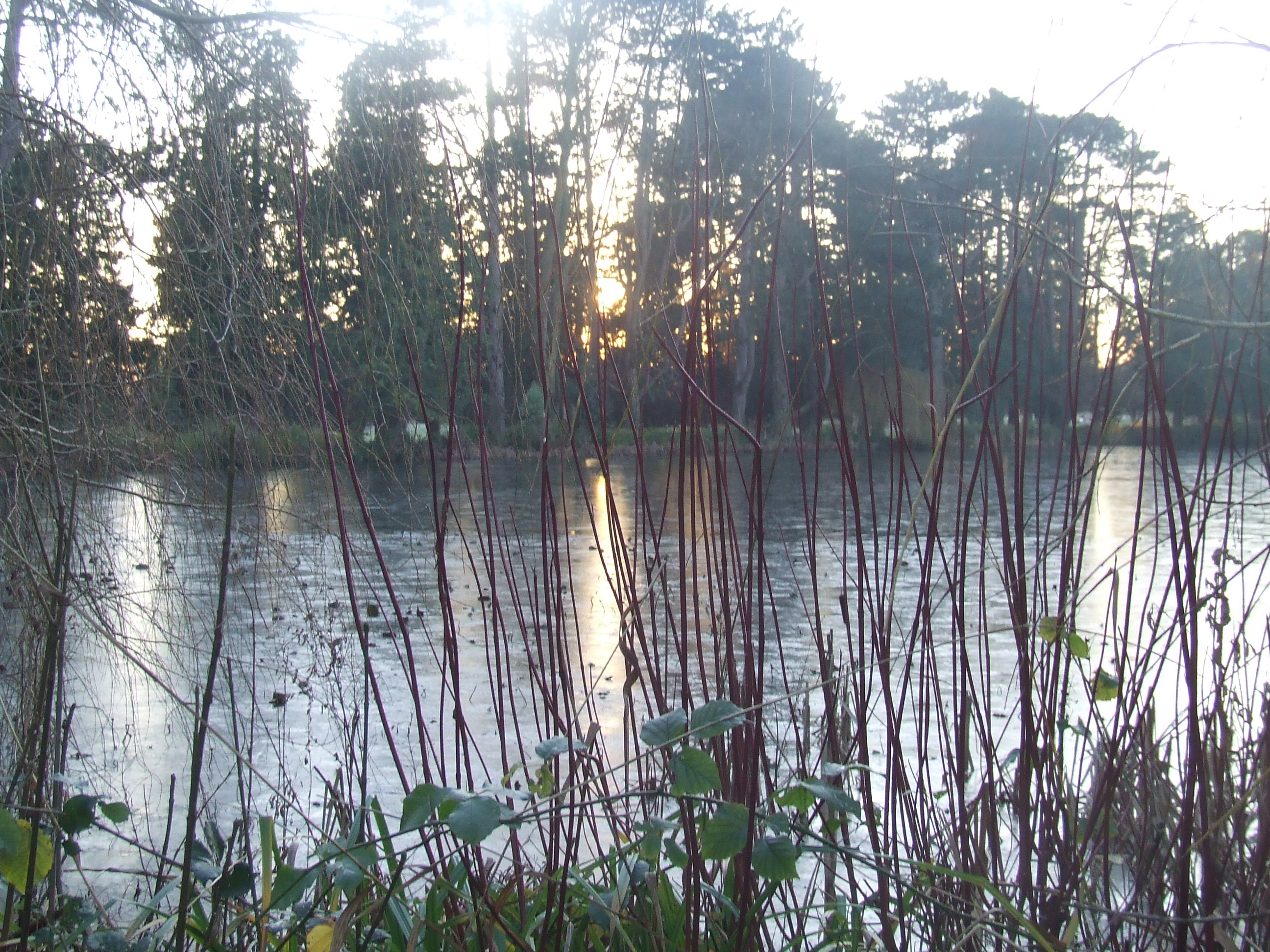
Coucher de soleil sur le lac des bateaux en décembre 2014

Le domaine est acheté au 4e comte d'Iveagh par l'État en 1999. L'objectif officiel de l'achat de 29,2 millions d'euros, et des dépenses ultérieures de 23 millions d'euros pour la rénovation, est qu'elle soit utilisée à des fins étatiques. Plus précisément, elle est désignée comme « une maison d'hôtes officielle de l'État pour les chefs d'État et les dignitaires en visite ». Certains visiteurs notables sont effectivement accueillis à Farmleigh. Cependant, le domaine n'a accueilli que sept dignitaires en visite en 2006 (le plus grand nombre en un an), six en 2008 et seulement deux l'année suivante. En 2009 également, 246 000 personnes ont visité le domaine.
En 2006, le Bureau des travaux publics (OPW) annonce que le Steward's Lodge, situé sur le terrain de Farmleigh, a été rénové. On spécule à l'époque que la loge allait devenir une résidence officielle du Taoiseach. L'ancien Taoiseach Brian Cowen utilise le lodge à cette fin à l'occasion y séjournant lors de son séjour à Dublin. Son successeur, Enda Kenny, séjourne également à l'occasion au Steward's Lodge.
Aujourd'hui, Farmleigh est exploité par l'OPW et le domaine et les jardins sont en grande partie ouverts au public, la maison étant fermée sauf pour les visites organisées. Des événements saisonniers, tels que des marchés artisanaux et alimentaires, sont organisés dans le parc. Le domaine est également utilisé comme lieu pour les RTÉ proms, une série de concerts publics qui ont lieu chaque été dans un grand chapiteau érigé dans le parc.